# 45 del Serpentari
45 del Serpentari (45 Ophiuchi) és un estel a la constel·lació del Serpentari de magnitud aparent +4,29. S'hi troba a 111 anys llum de distància del sistema solar.
45 del Serpentari és un gegant blanc-groc de tipus espectral F5III-IV. Té una temperatura superficial d'aproximadament 6.926 K i el seu contingut metàl·lic és similar al solar ([Fe/H] = + 0,04). Brilla amb una lluminositat 18 vegades major que la lluminositat solar i, encara que el seu radi és 2,8 vegades més gran que el radi solar, la seva grandària és molt menor que el d'altres gegants més freds. La seva velocitat de rotació projectada —límit inferior de la mateixa— és de 46 km/s. Més massiu que el Sol —la seva massa s'estima entre 1,82 i 1,89 masses solars, segons la font consultada—, la seva edat aproximada és de 1100 milions d'anys.
Malgrat que la composició elemental de 45 del Serpentari és, en línies generals, semblant a la del Sol, existeixen elements clarament «sobreabundants» en relació als paràmetres solars. Escandi i itri són 3,4 vegades més abundants que en el Sol, mentre que praseodimi i bari són 5,2 vegades més abundants. No obstant això, és l'europi l'element que presenta una major discrepància respecte al nivell del Sol, sent unes 8 vegades més abundant que en el nostre estel ([Eu/H] = +0,91).